# Strzelectwo na Letnich Igrzyskach Olimpijskich 2012 – trap podwójny (mężczyźni)
Trap podwójny mężczyzn na Letnich Igrzyskach Olimpijskich w Londynie był rozgrywany w Royal Artillery Barracks w Londynie.

## Format
W kwalifikacjach wystąpiło 24 zawodników, z których każdy oddał po 150 strzałów (3 serie po 50 strzałów). W każdej serii zawodnik ma do zestrzelenia 50 dysków, które były wyrzucane w parach. Do finału awansowało 6 najlepszych strzelców. W finale każdy z zawodników oddał po 50 strzałów. Punkty z kwalifikacji sumowane są z punktami zdobytymi w finale.

## Terminarz
Czas UTC+01:00
| Data            | Godzina | Runda        |
| --------------- | ------- | ------------ |
| 2 sierpnia 2012 | 9:00    | Kwalifikacje |
| 2 sierpnia 2012 | 15:00   | Finał        |

## Rekordy
Przed rozpoczęciem zawodów aktualne rekordy świata i olimpijski były następujące:.
Runda kwalifikacyjna – 150 strzałów
| WR | Witalij Fokiejew | 148 | Concepcion | 3 marca 2011     |
| OR | Walton Eller     | 145 | Pekin      | 12 sierpnia 2008 |

Runda finałowa – 50 strzałów
| WR | Peter Wilson | 198 (148+50) | Tucson | 22 marca 2012    |
| OR | Walton Eller | 190 (145+45) | Pekin  | 12 sierpnia 2008 |

## Kwalifikacje
Wyniki:
| Pozycja | Zawodnik            | Kraj                         | A               | B               | C               | Suma punktów    | Notatki         |
| ------- | ------------------- | ---------------------------- | --------------- | --------------- | --------------- | --------------- | --------------- |
| 1       | Peter Wilson        | Wielka Brytania              | 48              | 48              | 47              | 143             | Q               |
| 2       | Wasilij Mosin       | Rosja                        | 48              | 45              | 47              | 140             | Q               |
| 3       | Fehaid Al-Deehani   | Kuwejt                       | 47              | 47              | 46              | 140             | Q               |
| 4       | Witalij Fokiejew    | Rosja                        | 44              | 48              | 47              | 139             | Q               |
| 5       | Håkan Dahlby        | Szwecja                      | 45              | 46              | 46              | 137             | Q               |
| 6       | Richárd Bognár      | Węgry                        | 44              | 49              | 44              | 137             | Q               |
| 7       | Rashid Al-Athba     | Katar                        | 43              | 46              | 47              | 136             |                 |
| 8       | Francesco D’Aniello | Włochy                       | 48              | 44              | 44              | 136             |                 |
| 9       | William Chetcuti    | Malta                        | 43              | 47              | 45              | 135             |                 |
| 10      | Li Jun              |                              | 40              | 47              | 47              | 134             |                 |
| 11      | Ronjan Sodhi        | Indie                        | 48              | 44              | 42              | 134             |                 |
| 12      | Richard Faulds      | Wielka Brytania              | 39              | 46              | 48              | 133             |                 |
| 13      | Juma Al-Maktoum     | Zjednoczone Emiraty Arabskie | 42              | 45              | 46              | 133             |                 |
| 14      | Hu Binyuan          |                              | 42              | 48              | 43              | 133             |                 |
| 15      | Alistair Davis      | Południowa Afryka            | 43              | 43              | 46              | 132             |                 |
| 16      | Joshua Richmond     | Stany Zjednoczone            | 44              | 42              | 45              | 131             |                 |
| 17      | Filipe Fuzaro       | Brazylia                     | 44              | 44              | 43              | 131             |                 |
| 18      | Daniele Di Spigno   | Włochy                       | 43              | 46              | 42              | 131             |                 |
| 19      | Ahmed Al-Hatmi      | Oman                         | 37              | 46              | 46              | 129             |                 |
| 20      | Russell Mark        | Australia                    | 43              | 41              | 44              | 128             |                 |
| 21      | José Torres Laboy   | Portoryko                    | 41              | 43              | 43              | 127             |                 |
| 22      | Walton Eller        | Stany Zjednoczone            | 41              | 43              | 42              | 126             |                 |
| 23      | Anton Glasnović     | Chorwacja                    | 38              | 34              | 42              | 114             |                 |
| DNS     | Sergio Pinero       | Dominikana                   | Nie wystartował | Nie wystartował | Nie wystartował | Nie wystartował | Nie wystartował |

## Finał
| Pozycja | Zawodnik          | Kwalifikacje | Finał | Suma punktów | Dogrywka o 3. miejsce |
| ------- | ----------------- | ------------ | ----- | ------------ | --------------------- |
| złoto   | Peter Wilson      | 143          | 45    | 188          |                       |
| srebro  | Håkan Dahlby      | 137          | 49    | 186          |                       |
| brąz    | Wasilij Mosin     | 140          | 45    | 185          | 2                     |
| 4       | Fehaid Al-Deehani | 140          | 45    | 185          | 1                     |
| 5       | Witalij Fokiejew  | 139          | 45    | 184          |                       |
| 6       | Richárd Bognár    | 137          | 45    | 182          |                       |